# Francisco Dávila Orejón y Gastón
Francisco Dávila Orejón Gastón (1617, Amberes - 13 de septiembre de 1674, La Guaira, Venezuela) fue un militar español de origen belga que ejerció como Gobernador de Gibraltar (1659 – 1662) y Venezuela (31 de mayo de 1673 - 1674), y capitán general y gobernador de Cuba (1664 - 1670). Su administración es considerada negativa para los lugares que gobernó, siendo considerado un gobernador nepótico, que ejerció un abuso de autoridad, lo que lo llevó a ser “condenado en juicio de residencia póstumo”. 

## Biografía

### Primeros años y carrera militar
Nacido en 1617, fue bautizado, según algunos historiadores, en Amberes, en 1620. Fue de origen belga.  Pertenecía a una familia oriunda de las Islas Canarias que debió de trasladarse a Flandes, donde nació Francisco Dávila, que pronto sintió inclinación por la carrera militar. Desde 1636 sirvió en las Islas Canarias. 
En 1639 levantó a su costa una compañía de Infantería en la isla de La Gomera y con ella pasó a Flandes; allí su compañía se integró en el tercio de Infantería que Jorge de Castelví había levado en Cerdeña.
Sirvió como capitán de diciembre de 1640 a noviembre de 1656. Durante esos años participó en las batallas de Honcourt (1641), Rocroi (1643) y Lens (1648); fue preso en las dos últimas y trasladado a Francia, pero logró escapar y reunirse de nuevo con su compañía. En mayo de 1652 se le nombró sargento mayor de un tercio de Infantería; participó dos años después en el sitio y la batalla de Arras. En 1656 fue nombrado maestre de campo y sirvió con su tercio en la batalla de Valenciennes, , obteniendo títulos tales como el de Caballero de la Orden de Santiago. En ese tiempo se involucró en diversas acciones militares y fue apresado.
En 1657 obtuvo el mando del Castillo de Morón, pero allí fue sitiado y derrotado. Fue encausado judicialmente, tras lo que fue liberado. Dos años después, en 1559, fue nombrado gobernador de Gibraltar, manteniéndose en el cargo hasta 1662.

### Gobernador de Cuba
El 30 de julio de 1664, Orejón Gastón fue nombrado capitán general y gobernador de Cuba, con el objetivo de que tratara de expulsar a los filibusteros que atacaban las colonias españolas del Caribe. Dávila entregó numerosas licencias a españoles para que ejercieran el corso y lucharan de esta forma contra los filibusteros. Así, durante su administración, La Habana fue testigo de la frecuente la llegada de corsarios españoles hacia ella, que llevaban en sus barcos filibusteros ahorcados como trofeo. El uso de corsos por parte de Dávila provocó que muchos filibusteros fueran apresados y ejecutados en La Habana. Esto terminaría en 1670, año en el que Dávila fue destituido del cargo de capitán general de Cuba, tras firmarse el Tratado de Madrid que significó la paz entre España e Inglaterra. Eso motivó la disminución de los filibusteros en el Caribe español, pues muchos de ellos eran ingleses, siendo luego también eliminado el filibusterismo jamaicano. Si bien Dávila se centró fundamentalmente en la fortificación del Puerto de La Habana y en la reconstrucción de la Catedral de la misma ciudad, durante su mandato se comenzaron “a levantar las primeras líneas de la Muralla de La Habana”. Dávila fue destituido el 6 de mayo de 1670, tras lo que regresó a España.

### Gobernador de Venezuela
Solo tres años después de aquello, el 31 de mayo de 1673, Dávila fue nombrado gobernador de Venezuela. Esta era una época en que la situación de la colonia americana era muy delicada, ya que la presencia holandesa en la Guayana hacía temer posibles disturbios en Mérida y La Grita. Dávila viajó hacia Venezuela con toda su familia (su mujer doña Francisca Orejón Herrera y sus cuatro hijos), desembarcarcando en La Guaira. Así, el 11 de septiembre de 1673 ocupó finalmente su cargo de gobernador en Caracas, a donde había llegado el día anterior. Sin embargo, su gobierno es criticado ya que se considera que ejerció numerosos abusos de autoridad y recibió ventajas o beneficios a cambio de ceder algunos oficios y cargos administrativos a determinadas personas, adjudicó encomiendas (obteniendo por ello diversos reclamos) e, incluso, concedió el grado de Teniente de El Tocuyo a su hermano Fernando Orejón, quien usó el comercio regional, especialmente el de cacao, principal producto de exportación venezolano en esta época, para enriquecerse.
Dávila falleció durante su mandato el 13 de septiembre de 1674, en La Guaira. A pesar de ello, fue condenado a tener un juicio de residencia por parte de la Real Audiencia de Santo Domingo, que fue acometido por el entonces teniente de gobernador y capitán general de Cuba, Juan Bautista de Santiago, el 26 de septiembre de 1676. Así, la viuda de Dávila se vio forzada a defenderse en el juicio póstumo de su marido.